# 50 Lions
50 Lions é uma banda de Hardcore punk australiana de Byron Bay, Nova Gales do Sul, na Austrália, formada no ano de 2005. A banda tem o nome de uma máquina de pôquer chamada "50 Lions".

## História
Em 2006, eles lançaram seu Demo auto-intitulado "7". Mais tarde naquele ano, eles lançaram seu álbum de estréia, "Nowhere to Run", através Washed Up Records. Em seguida, lançou "Time Is The Enemy" através da Resista Records.
Em 2006, eles fizeram uma turnê com a banda australiana I Killed The Prom Queen. No início de 2008, a banda tocou ao lado de Parkway Drive em 14 das 15 datas durante o "Surf Rat Tour". Eles já lançaram um split CD com a banda americana Down To Nothing.
Depois de sua turnê européia, que vai fazer uma turnê na Austrália com  Blacklisted, e, em seguida, fará parte do festival anual hardcore em Sydney.
Vocalista Oscar McCall é irmão do vocalista Parkway Drive Winston McCall.
Em dezembro de 2010, eles lançaram uma nova música chamada "7" para um split com bandas australiana Parkway Drive, No Apologies e Blkout entitled, o nome do split "This Is Australia". The 7" foi lançado pelo bom amigo do "No Apologies" o vocalista "Pete 'gajo' Abordi",  pela "Bloke Records". O objetivo era lançar uma música por cada quatro bandas de hardcore australianos de destaque com cada música a ser menos de um minuto de duração.

## Integrantes
Membros Atuais
- Oscar McCall – vocal (2005-presente)
- Baina – guitarrista (2005-presente)
- Elmzy – guitarrista (2005-presente)
- Byron "Boz" Carney – baixista (2005-presente)
- Jonathan Niclair – baterista (2005-presente)

## Discografia
- 2005 - Demo 7"
- 2006 - Nowhere to Run
- 2007 - Time Is the Enemy
- 2008 - Down to Nothing / 50 Lions EP
- 2009 - S/T 7"
- 2009 - Where Life Expires
- 2010 - This Is Australia: Split 7